# جان کاودول
جان کاودول (انگلیسی: John Caudwell؛ زادهٔ ۷ اکتبر ۱۹۵۲) کارآفرین و سرمایه‌دار اهل بریتانیا است، که در سال ۱۹۸۷ شرکت فونز ۴یو را تأسیس کرد.